# Toro de Ronda
El Toro de Ronda es una escultura ibero - romana datada en el siglo I a. C., y encontrada en los alrededores de la localidad malagueña de Ronda (España). La obra está realizada con estética ibera, pero con temática romana, lo que la convierte en una pieza clave para entender el proceso romanización de la península ibérica.

## Escultura
La escultura fue encontrada en los años 20 en circunstancias desconocidas - parece ser que formaba parte del muro de un cortijo - y conservada por el vicecónsul británico de Jerez de la Frontera, el capitán Guy Digwall-Willians.
Está realizada sobre un único bloque de piedra caliza tallado a escuadra. mide 33,5 cm de longitud. Representa un torito en pie sobre un pedestal, con un remarque exagerado tanto de los ojos como de los pliegues del cuello. Las patas son exageradamente robustas para dar estabilidad a la escultura. Sobre el lomo del toro hay una cinta con flecos que ha sido interpretada como un dorsuale romano, es decir, un ornamento con el que se consagraban los animales que iban a ser sacrificados a una divinidad.
El tallado es bastante tosco y la obra resulta de gran pesadez estética. Esto es debido en parte a la mala calidad de la piedra utilizada, ya que puede comprobarse que las partes en las que el artista ha probado a hacer un tallado más refinado - los cuernos y los flecos del dorsuale- la piedra se ha partido.

## Interpretación
La obra presenta claros rasgos de las representaciones zoomorfas de la escultura ibérica, como lo exageradamente marcados que se representan los ojos y los pliegues del cuello. Además el estilo general y la forma de la obra indica que fue realizada sin duda por artistas indígenas.
Lo interesante es que la presencia en el lomo del dorsuale representa sin lugar a dudas que la temática es un sacrificio romano, probablemente una suovetaurilia (el sacrificio de un cerdo, una oveja y un toro). Esto indica la aceptación por parte de ciertos sectores de la población ibera de rituales, mitos e ideología romana, y nos permite comprobar el avance de la romanización.
Se han encontrado indicios de que en el Ara de Palermo y en el Templo de Vesta, se pudieron realizar ofrendas a la divinidad por medio de esculturas similares al toro de Ronda. Ello llevaría a interpretar esta escultura como una ofrenda votiva que se colocaría en la puerta de un templo o un santuario, sustituyendo al sacrificio en sí.